# Sílvio Félix
Silvio Félix da Silva (Limeira, 10 de fevereiro de 1964), mais conhecido como Sílvio Félix ou Félix, é um político brasileiro, empresário, produtor rural, escritor e o ex-prefeito de Limeira (SP).

## Vida pública
É filiado ao PDT desde 1984 e nunca fez uma troca partidária. Foi vereador em 1989, sendo naquela época o vereador mais jovem de Limeira. Também foi secretário dos transportes mais jovem de Limeira até então.
Foi candidato a prefeito em 1992 e 2000 e a deputado estadual em 1994 e 2002, oportunidades em que não foi eleito. Em 1996 foi candidato à vice-prefeito de Limeira, mas desistiu no decorrer da campanha.

### Gestão como Secretário dos Transportes
Trouxe a empresa de ônibus Rápido Sudeste, implantando um sistema que, contando também a Viação Limeirense, criou 14 novas linhas de ônibus na cidade.
Houve o rebaixamento das guias das calçadas para facilitar a locomoção de deficientes com cadeiras de rodas. Implantou os semáforos eletromecânicos que existem hoje.
Criou a Escola Municipal de Educação para o Trânsito, unidade modelo no ensino de trânsito voltado às crianças.

### Gestão como Prefeito Municipal de Limeira
Em 2004 Sílvio Félix foi eleito prefeito de Limeira com 41,6% dos votos válidos, segundo o TRE-SP. Já em 2008 foi reeleito com 81,3%, 118.146 votos, sendo que esta foi a maior votação da história no município desde a redemocratização do país.
Em sua gestão Limeira obteve um acréscimo de 52% na geração de empregos no primeiro semestre de 2008 em comparação com o mesmo período do ano anterior. Houve a criação de aproximadamente 4.000 vagas de trabalho por ano até o período de crise internacional; no primeiro semestre de 2008 foram 1.900 vagas. Em Outubro de 2010 houve outro recorde com a abertura de 1.200 vagas em um mês.
Houve também uma forte queda na criminalidade após 2005 implicando a queda na taxa de homicídios. Na edição datada 2 de Novembro de 2011 a Revista Veja citou Limeira como a terceira melhor do país no combate ao crime, atrás apenas de Santarém (PA) e Marília (SP). No primeiro mandato houve a construção do NAI - Núcleo de Atendimento Integrado (antiga  Casa da Laranja), espaço para atender crianças e adolescentes antes que se agravem seus problemas com a criminalidade.
Com o apoio do Ministério do Trabalho houve em 2007 a construção da Escola do Trabalho, órgão público ligado à promoção social que tem a finalidade de capacitar pessoas carentes para inclusão no mercado de trabalho; atendimento médio anual de 4.000 alunos. Também construiu o Centro de Formação do Professor, para que o educador municipal tenha acesso à pesquisa e estudos avançados no ensino. Em setembro de 2011, junto ao então governador do Estado de São Paulo, Geraldo Alckmin, Silvio Félix anunciou a criação da FATEC e da ETEC em Limeira, investimento que tem ação conjunta da prefeitura com o governo do estado. Em sua gestão houve a construção do Parque da Cidade, do Restaurante do Trabalhador e também desvinculou-se a Guarda Municipal de Limeira (G.M.L.) da Secretaria dos negócios Jurídicos em 2005; criando em 2011 o estatuto do Guarda Municipal, aprovado na câmara no mesmo ano.
Tendo suas contas na prefeitura de Limeira sempre aprovadas pelo TCE (Tribunal de Contas do Estado de São Paulo) Sílvio Félix recebeu por diversas vezes premiações pela sua gestão pública, entre elas duas vezes o prêmio de Prefeito Empreendedor idealizado pelo SEBRAE-SP, em 2008 e 2009; em 2010 também recebeu o Prêmio de Gestão Pública Qualificada conferido pelo IBVG (Instituto Brasileiro de Verificação de Gestão) da Fundação Getulio Vargas.
Com o apoio do então governador do Estado de São Paulo Geraldo Alckmin, Félix esteve envolvido e foi um dos principais responsáveis pela vinda da Samsung à Limeira em 2011, em um investimento privado de mais de US$ 300 milhões e geração de 2.300 empregos.
Em meados de 2007 houve a criação da Casa de Apoio à Mulher Vítima de Violência Doméstica, que atende hoje em média 720 casos anualmente. Tal órgão repercutiu de maneira positiva em todo o estado e implicou o "1º Encontro Regional em Defesa à Mulher Vítima de Violência" em novembro de 2011, que contou com a presença de Maria da Penha Maia Fernandes. Sua esposa, Constância Félix, presidiu o CEPROSOM, Centro de Promoção Social Municipal,  de 2005 a 2007 e o Fundo Social de 2007 a 2010.
Devido a falta de shoppings após a falência do Shopping de Limeira, próximo à Rodovia Anhanguera, Sílvio Félix buscou investimentos privados na área e conseguiu proporcionar o surgimento de um novo shopping após determinar uma desapropriação. Além disso, foi um dos responsáveis pela construção do Shopping Nações, próximo a Rodovia dos Bandeirantes.

#### Investigação
Em 28 de novembro de 2011 foi afastado temporariamente do cargo de prefeito para que uma comissão formada na câmara de vereadores de Limeira investigue suspeitas de seu envolvimento em possíveis esquemas de sonegação envolvendo familiares, após a prisão temporária de sua esposa e filhos em uma operação do Gaeco no dia 24 do mesmo mês. Em 13 de dezembro de 2011 foi reconduzido de volta ao cargo por decisão do Tribunal de Justiça de São Paulo.
Em 19 de dezembro de 2011 o Tribunal de Justiça (TJ) acolheu uma denúncia contra os promotores do Gaeco e determinou que o processo fosse distribuído a uma das câmaras do Tribunal. O despacho afirma: "A representação se dirige, em princípio, contra os Promotores de Justiça que integram a equipe do Gaeco de Piracicaba, responsável pela investigação dos requerentes. O ilícito seria, entre outros, aquele do artigo 10 da Lei 9.296/1996. Distribua-se. São Paulo, 19 de dezembro de 2011."
No dia 27 de dezembro de 2011 a comissão instaurada na câmara de vereadores para investigação do caso decidiu pelo prosseguimento das investigações. Já no dia 10 de janeiro de 2012 a comissão instaurada pelos vereadores decidiu não analisar os documentos sob segredo de Justiça encaminhados pelo Gaeco, sob a alegação de que, "conforme o artigo 153, a divulgação de segredo ou de informação sigilosa, sem justa causa, resultaria em detenção", resultando em um processo similar aos que os promotores do Gaeco foram réus.
Em 18 de janeiro de 2012 a Vara da Fazenda Pública de Limeira julgou mandado de segurança e ação anulatória contra a cassação pela Câmara dos Vereadores do município de Limeira, sendo que retornada a validade do ato camarário de afastamento liminar e consequente procedência do processo de impeachment que lhe foi comunicado no dia 20 de janeiro. No dia 26 do mesmo mês o Tribunal de Justiça de São Paulo negou o recurso de Silvio Félix para tentar retornar à prefeitura. Em 23 de fevereiro de 2015 a Câmara Especial do  Tribunal de Justiça do Estado de São Paulo na relatoria do juiz substituto em Segundo Grau Issah Ahmed declarou a suspeição do juiz de seis processos que envolvem Sílvio Félix que redundaram na anulação de duas sentenças  proferidas tendo o ex-prefeito e demais réus por acusação da Promotoria de Defesa do Patrimônio Público da Comarca de Limeira por suposta acusação de improbidade administrativa .A atuação do Gaeco redundou em ação civil pública e criminal por improbidade administrativa segundo consulta efetuada ao site do Tribunal de Justiça do Estado de São Paulo com sentença civel de 10 de abril de 2015 conferindo no site https://esaj.tjsp.jus.br/pastadigital/pg/abrirConferenciaDocumento.do, informe o processo 0006379-50.2012.8.26.0320 e código 8W00000022JG2. 

#### Cassação e sua Nulidade
No dia 24 de fevereiro de 2012 teve o mandato cassado pela Câmara de Vereadores de Limeira após votação que teve como resultado dez votos a favor e quatro contra a cassação. Assumiu então  o vice-prefeito Orlando José Zovico, o qual ficou no mandato até dezembro de 2011. No dia 9 de dezembro de 2015 o Tribunal de Justiça do Estado de São Paulo, em votação unânime proferida pelos desembargadores do Órgão Especial, em sentença que não cabe recurso, deferiu pela nulidade da cassação, tendo em vista o vício insanável da Comissão Processante. Com a decisão a cassação foi ilegal.

## Vida pessoal
Casado com Constância Félix (Constância Berbert Dutra da Silva). Tem dois filhos: Murilo Félix e Maurício Félix.
É formado em Administração de Empresas pelo ISCA Faculdades (Instituto Superior de Ciências Aplicadas) em 1987. Estudou nas escolas Antônio Perches Lordello, Elly de Almeida Campos, Trajano Camargo e Colégio Bandeirantes (escolas da cidade de Limeira). Sílvio Félix iniciou sua vida literária cedo, quando criança e até a adolescência participou de diversos concursos de redação e principalmente de monografias.
Em 1976, recebeu uma premiação do Rotary Clube de Limeira por melhor redação. No ano seguinte ganhou uma medalha da Taba do Brasil, entregue pelo prefeito de Limeira na época, Waldemar Mattos Silveira, devido a uma monografia realizada sobre a população indígena.
Já adulto, em 1983 escreveu um livro de poesia chamado "Puras Figuras do Festival" e também escreveu em 2008 o livro infantil "Qual o Melhor Presente?", sendo que parte da renda arrecadada nas vendas do segundo livro foi revertida a projetos do Fundo Social de Solidariedade do Município de Limeira.

## Vida empresarial
Silvio Félix também participa de associações ligadas ao segmento de plantas e flores, setor em que atua como empresário e produtor rural, e foi conselheiro, por dois anos, da Associação Paulista de Municípios . Além disso, também é dono de uma empresa de projetos paisagísticos, comercializa plantas ornamentais e frutíferas, projeta jardins, como também parques e áreas verdes de reflorestamento. Sua empresa, foi fundada em 1979 pelo pai João Félix. Inicialmente a produção era limitada a mudas cítricas (laranja e limão), sendo que posteriormente houve a produção e comercialização de plantas frutíferas de outras variedades, plantas para reflorestamento e ornamentais.
Em 1993 Sílvio Félix implantou em São Carlos (SP) a segunda maior sede da empresa, localizada na Rodovia Washington Luiz, km 220; e em 1995 abriu também uma loja da rede localizada no CEASA Campinas (SP). Em Limeira a empresa possui um garden center situado na Rodovia Limeira – Piracicaba, km 119, com 5.000m². Desde 2000 a sua atuação se estende a todo o Estado de São Paulo.

## Vida Literária
Começou a escrever aos dezesseis anos quando ganhou um concurso de crônicas em Limeira. Participou da coletânea Poetas brasileiros de 1985, editada no Rio de Janeiro naquele ano. Escreveu o livro "Puras Figuras No Festival", de poesia, em 1983, com poemas vencedores de diversos festivais de literatura no Brasil. É membro da Academia Limeirense de Letras. Escreveu o livro infantil "Qual O Melhor Presente", em 2008. Participou de coletânea com escritores de Limeira e escreveu diversos artigos sobre Administração Publica. É autor de contos inéditos, dentre os quais "O Filho Do Pintor", vencedor do Prêmio de Literatura da Faculdade de Letras de São José do Rio Preto no ano de 1983. Atualmente dedica-se a preparação de um livro que compara o cinema à vida. Desde sempre esteve envolvido em projetos literários e culturais. 